# Ctenomys ibicuiensis
Ctenomys ibicuiensis — вид гризунів родини Ctenomyidae. Це ендемік південної Бразилії. Мешкає на піщано-ґрунтових луках. Цей вид мешкає на піщаних полях і луках регіону, які зараз деградують через сільськогосподарську діяльність і опустелювання. Харчується цей вид травою і взагалі кущами.